# Cricotopus debilis
Cricotopus debilis är en tvåvingeart som först beskrevs av Samuel Wendell Williston  1896.  Cricotopus debilis ingår i släktet Cricotopus och familjen fjädermyggor. Inga underarter finns listade i Catalogue of Life.